# ミクロコスモス (バルトーク)
『ミクロコスモス』（ドイツ語：Mikrokosmos, ハンガリー語：Mikrokozmosz）Sz. 107, BB 105は、バルトーク・ベーラが1926年および1932年から1939年にかけて作曲した全6巻、153曲の小品からなるピアノのための練習曲集である。ピアノ演奏の教材として企画され、難度が漸進的に上昇する構成である。

## 作曲の経緯
バルトークは1940年にアメリカに亡命する直前に、ハンガリーの全国紙『マジャル・ネムゼト』(Magyar Nemzet) に掲載されたインタビューで、この曲集が生まれる理由が複数存在したことを述べている。
1. この曲集の中の1曲（81番）は、1926年に発表された『9つのピアノ小品』の出版に際して除外された「10曲目」だった。当時、初心者向けの教則本を記す勧めがあり、とても簡単な曲を書こうと考えて、除外した曲も含めた曲集を計画した。
2. 1932年の夏に手掛け始め、この年に40曲、翌年に40曲、1938年までに20曲、合計で100曲の小品を仕上げた。
3. 1933年から次男ペーテルがピアノの練習を始め、これらの曲を実際に試すよい機会が訪れたと考えた。後年にペーテルは、レッスン中に書いた曲も含む、と回想した。実際この試みはバルトーク自身にとって、非常にためになった、と述べている。

作曲に至る動機に教育的意図が強いことは明らかだが、作曲の最初期の段階で難度の高い曲を作曲していることから、「教育的」概念は広い範囲で理解される。この曲集はピアノ教育の枠を越え、バルトークの音楽語法を知る上で格好の研究材料とされる。
バルトークの遺した自筆譜の研究によれば、ほとんどの曲は1932年から1933年に作曲され、第1巻の36曲のうち最も易しい曲を含む19曲が1939年に書きあげられていることや、1926年に実際は81番の他にも137番『ユニゾン』および146番『オスティナート』のスケッチが作成されていた。数十曲は1913年に出版された『バルトーク＝レショフスキー・ピアノ教本』への言及を含むが、これらの曲が実際にこのピアノ教本の改訂版のために、ミクロコスモスとは独立して作曲されたか否か不明である。

## 特徴
元来がピアノ練習曲集であるため、ほとんどが演奏時間1分弱から2分程度までのごく短い曲だけで構成されている。様々な性格の短い曲が集合していることなども含め、ミクロコスモス（小宇宙）の名はこれにちなむものである。
教本として使う際の助言としてバルトークの指示が添えられ、4巻までは初歩段階で、特に3巻までは習いはじめてから1 - 2年のうちには修得するように、と記されている。
最初は両手を移動させず、左右が同じ動きをなぞる練習から始まる。旋律と伴奏、といった決まり切った形を取る曲は少なく、対位法的な技術が多く含まれる曲が多く、歌を伴った曲が含まれているが音階練習等は含まない。作曲者が、これについては音楽教師が知っているはずだから他の教本で学んで欲しい、と注釈をつけている。
バルトークはピアノ教育にも関心が深く、子供用のピアノ曲集として他に『子供のために』など、ピアノ教則本として『バルトーク＝レショフスキー・ピアノ教本』がある。これらは、やや初期の作品で民族音楽的傾向が強いが、『ミクロコスモス』は民族的な曲以外に、対位法を活用したバッハや性格的小品の大家であるシューマンを讃えるとして彼らの作風を模倣した曲や、複数の旋法を使ったものや調性が揺れ動く無調的な曲、複雑なリズム構造を導入した曲など、より広く現代音楽的な曲などの多様な作品を含む。「ピアノを通しての現代音楽への入門書」との評がある。

## 構成
- 第1巻 1-36 初級
- 第2巻 37-66 初級
- 第3巻 67-96 中級
- 第4巻 97-121 中級
- 第5巻 122-139 上級
- 第6巻 140-153 上級

序盤は容易で初心者の練習に適するが、次第に難度が上昇する。6巻後半の曲、特に148番以降の『ブルガリアのリズムによる6つの舞曲』とバルトーク自身が題した6曲（ピアニストのハリエット・コーエンに献呈している）は、コンサートでアンコールなどに用いられる。バルトークが生前最後にブダペストで演奏会を開催した際も自らこの6曲を演奏した。
3巻から6巻のうち7曲は、バルトークがディッタ夫人と共演する演奏会のために2台ピアノ用に編曲している。『2台のピアノのための「ミクロコスモス」からの7つの小品』。